# Шаумянский
Шаумя́нский — посёлок в Георгиевском районе (городском округе) Ставропольского края России.

## География
Расположен в 5 км к востоку от центра города Георгиевска, на берегах протоки Теплая Речка, в 5 км от железнодорожной станции Георгиевск. Имеет плановую прямоугольную застройку, под которой занято около 300 га.
Расстояние до краевого центра: 158 км.
Расстояние до районного центра: 6 км.

## История
Шаумянский основан в 1923 году:18 (по другим данным — в 1922) как ТОЗ им. Шаумяна на бывших землях помещиков Дудиковой, Аппаласова, Бабичева, Железнякова. Назван в честь армянского революционера и политического деятеля Степана Георгиевича Шаумяна.
В сентябре 1924 года ТОЗ был преобразован в одноимённую коммуну. В административном отношении коммуна Шаумяна входила в состав Георгиевского сельсовета Георгиевского района Терского округа Северо-Кавказского края. На начало 1925 года в ней числилось 53 человека (28 мужчин и 25 женщин):18—19. По данным Всесоюзной переписи населения 1926 года коммуна состояла из 17 дворов с населением 57 человек (30 мужчин и 27 женщин), среди которых преобладали великороссы:18—19.
В 1930-е годы был организован Шаумяновский сельсовет. В 1934 году коммуна им. Шаумяна стала колхозом.
В июле 1950 года расположенные на территории Шаумяновского сельсовета колхозы им. Шаумяна, им. Кагановича и им. Молотова объединились в один колхоз им. Шаумяна. В 1971 году колхоз был награждён орденом Ленина по итогам восьмой пятилетки.
До 1 июня 2017 года посёлок был административным центром упразднённого Шаумяновского сельсовета.

## Население
| 1925  | 1926 | 1989  | 2002  | 2010  | 2014  | 2021  |
| ----- | ---- | ----- | ----- | ----- | ----- | ----- |
| 53    | ↗57  | ↗2456 | ↗2920 | ↗3119 | ↘3000 | ↗3091 |
| 2023  |      |       |       |       |       |       |
| ↗3100 |      |       |       |       |       |       |

Гендерный состав
По итогам переписи населения 2010 года проживали 1453 мужчины (46,59 %) и 1666 женщин (53,41 %).
Национальный состав
По итогам переписи населения 2010 года проживали следующие национальности (национальности менее 1 %, см. в сноске к строке "Другие"):
| Национальность | Численность | Процент |
| -------------- | ----------- | ------- |
| Русские        | 2857        | 91,60   |
| Армяне         | 148         | 4,75    |
| Другие         | 114         | 3,66    |
| Итого          | 3119        | 100,00  |

## Инфраструктура
В Шаумянском есть Дом культуры, детский сад № 4 «Ручеёк», средняя общеобразовательная школа № 17 им. И Л. Козыря, отделение почтовой связи, общежитие, парикмахерская и другие объекты. 
Уличная сеть посёлка насчитывает 24 улицы и 4 переулка. В 300 м от начала улицы Колхозной расположено открытое кладбище площадью 30 тыс. м².

## Экономика
- Колхоз-племзавод им. Шаумяна. В 1971 году колхоз был награждён орденом Ленина по итогам восьмой пятилетки[10].
- Опытная станция по садоводству
- Карьеры кирпичного завода

## Русская православная церковь
Церковь в честь иконы Божией Матери «Всех скорбящих Радость». Открыта в 2000 году. Здание храма дореволюционной постройки, приспособленное из недействующего фельдшерско-акушерского пункта.

## Люди, связанные с посёлком
- Козырь, Иван Логвинович (21.09.1915, с. Киевка, Кочубеевского р-на - 10.06.1975, пос. Шаумянский) — председатель колхоза имени Шаумяна в течение 27 лет, Герой Социалистического Труда[22].

## Памятники
- Памятник воинам-землякам, погибшим в годы Великой Отечественной войны. 1966 год[27].